# Patrimonialgericht Hetschbach
Das Patrimonialgericht Hetschbach war ein Patrimonialgericht, das ausschließlich das Dorf  Hetschbach umfasste.

## Rahmen
Die Patrimonialgerichtsbarkeit umfasste nicht nur die erstinstanzliche Rechtsprechung, sondern auch eine Reihe von Kompetenzen im Bereich der öffentlichen Sicherheit und Ordnung, ähnlich der eines Amtes. Der moderne Staat war daher im Sinne des Gewaltmonopols bestrebt, solche hoheitlichen Kompetenzen selbst zu übernehmen.

## Geschichte
Beim Übergang des vormals kurpfälzischen Oberamtes Otzberg, zu dem Hetschbach zählte, an das Großherzogtum Hessen aufgrund des Reichsdeputationshauptschlusses 1806 befand sich die Patrimonialgerichtsbarkeit über Hetschbach im Besitz der Freiherren von Wambold. Das Großherzogtum gliederte den Ort in seine Provinz Starkenburg ein. Die Patrimonialgerichtsbarkeit der Freiherren von Wamboldt blieb davon aber unberührt.
1821 kam es zu einer Justiz- und Verwaltungsreform im Großherzogtum, mit der auch die Trennung der Rechtsprechung von der Verwaltung auf unterer Ebene umgesetzt wurde. Die Ämter wurden aufgelöst, ihre Aufgaben hinsichtlich der Verwaltung neu gebildeten Landratsbezirken, die erstinstanzliche Rechtsprechung Landgerichten übertragen. Dies funktionierte aber nur in den Dominiallanden sofort, in den Souveränitätslanden, also den Gebieten, in denen standes- oder patrimonialgerichtsherrliche Rechte bestanden, musste der Übergang in jedem Einzelfall zwischen dem Inhaber der Rechte und dem Staat vertraglich vereinbart werden. In Hetschbach gelang das 1823. Das Großherzogtum gliederte den Ort in den Landratsbezirk Breuberg und den Bezirk des Landgerichts Höchst ein.

## Recht
Durch seine ursprüngliche Zugehörigkeit zum kurpfälzischen Oberamt Otzberg galt im Bereich des Patrimonialgerichts Hetzbach das Pfälzische Landrecht. Es blieb hier auch noch im gesamten 19. Jahrhundert gültig und wurde es erst zum 1. Januar 1900 von dem einheitlich im ganzen Deutschen Reich geltenden Bürgerlichen Gesetzbuch abgelöst.